# Isola Caton
Caton (in aleutino Qagan Unimgix) è una piccola isola del gruppo delle Fox nell'arcipelago delle Aleutine orientali e appartiene all'Alaska (USA). Si trova ad est dell'isola di Sanak.